# Jacques Balutin
Jacques Balutin est un acteur français né le 29 juin 1936 dans le 14e arrondissement de Paris. 
Principalement employé pour des rôles de comédie, il fait partie des comédiens français régulièrement appréciés pour ce genre par les réalisateurs, à partir des années 1960. On le retrouve notamment dans Le Farceur,  Tire-au-flanc 62, La Belle Américaine, Cartouche, Les Copains, Le Roi de cœur, Le Cerveau, Le Diable par la queue, Erotissimo, Le Mur de l'Atlantique, Opération Lady Marlène ou Le mille-pattes fait des claquettes.
À la télévision, sa gouaille marque les fictions comme Janique Aimée, Gaspard des montagnes, Jean de la Tour Miracle, Les Saintes Chéries, Arsène Lupin ou Les Visiteurs. Dès la fin des années 1960, on le retrouve souvent sur les planches pour les pièces de l'émission Au théâtre ce soir et dans différents jeux télévisés et émissions de variétés.
Il mène parallèlement une intense activité de doublage, prêtant sa voix dans des films ou des séries télévisées à Elliott Gould, Donald Sutherland, Bob Hoskins, Danny Aiello ou encore Paul Michael Glaser dans Starsky et Hutch. Dans l'animation, il participe à de grosses productions comme Dumbo, Merlin l'Enchanteur, Le Livre de la jungle, Astérix et Cléopâtre, Tintin et le Temple du Soleil, Lucky Luke, Le Seigneur des anneaux, Brisby et le Secret de NIMH ou encore Toy Story.

## Biographie

### Jeunesse et études
De son vrai nom William Albert Buenos, il naît le 29 juin 1936 au 123, boulevard de Port-Royal dans le 14e arrondissement de Paris, au sein d’une famille aisée. Son père, Richard Buenos, né en Égypte en 1911, est voyageur de commerce ; sa mère, Renée Desfosse, née en 1911 dans le Cher, couturière.
Jacques Balutin obtient son baccalauréat et s’inscrit au cours Simon, tout en enchaînant les petits boulots. Ses premières apparitions se font au théâtre Marigny. Rapidement, il devient une référence dans le théâtre de boulevard et les auteurs lui écrivent des rôles taillés sur mesure dans leurs vaudevilles.

### Carrière

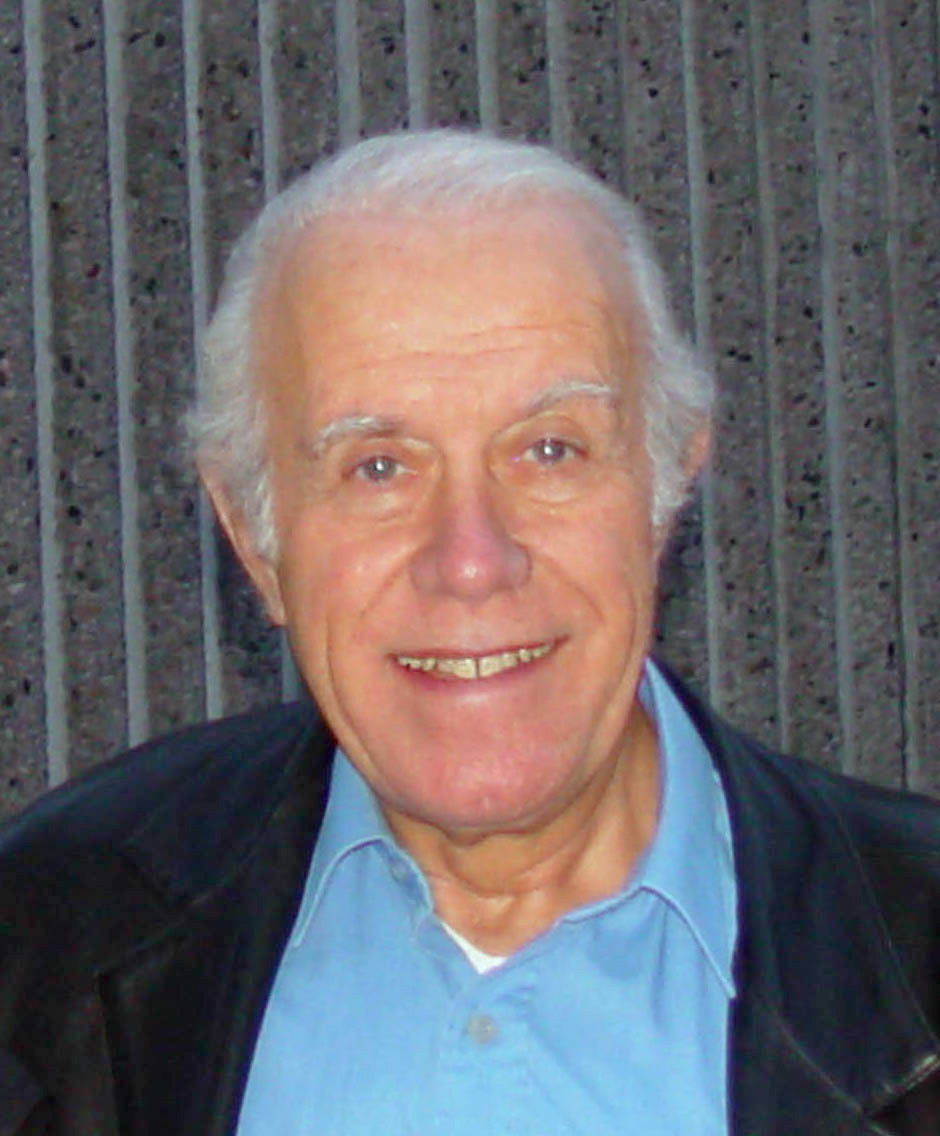
Jacques Balutin en 2007, au centre culturel d'Auderghem en Belgique.

Dans les années 1960, Jacques Balutin devient un comédien à succès de téléfilms, feuilletons télévisés et de théâtre de boulevard. Il obtient un immense succès avec des pièces de Marc Camoletti (La Bonne Adresse, L'Amour propre, On dînera au lit...), de Francis Veber (Le Contrat), de Neil Simon (Drôle de couple et Les Stars avec Daniel Prévost), de Sacha Guitry (N'écoutez pas Mesdames) ou de Robert Lamoureux (L'Amour foot, Si je peux me permettre, Le Charlatan...). Il enregistre également vingt pièces pour l’émission de télévision Au théâtre ce soir de Pierre Sabbagh entre 1968 et 1982.
Son talent d'acteur est moins utilisé au cinéma, où il joue surtout des seconds rôles, notamment dans Cartouche de Philippe de Broca, Les Copains d'Yves Robert ou Monsieur Papa de Kad Merad.
En revanche, le ton original de sa voix lui ouvre les portes du doublage. Il prête ainsi sa voix à William Dalton dans les films et séries télévisées Lucky Luke, Alfred dans Albator, le corsaire de l'espace ou à Zig-Zag dans Toy Story. Il est également la voix française de David Starsky dans la célèbre série policière américaine des années 1970 Starsky et Hutch.
En 1984, il joue dans une pièce d'opérette, Hourra Papa de Jo Moutet et Jacques Demarny,  avec également, entre autres, Georges Guétary et Laurence Badie.  
De 1977 à 2014, Jacques Balutin fait partie des sociétaires des Grosses Têtes, sur RTL.
Jacques Balutin prend sa retraite en 2015, après avoir réinterprété la pièce Les Stars de Neil Simon.

## Théâtre
- 1959 : Une histoire de brigands de Jacques Deval, mise en scène de l'auteur, théâtre des Ambassadeurs
- 1960 : Impasse de la fidélité d'Alexandre Breffort, mise en scène Jean-Pierre Grenier, théâtre des Ambassadeurs
- 1961 : Spéciale Dernière de Ben Hecht et Mac Arthur, mise en scène Pierre Mondy, théâtre de la Renaissance
- 1963 : Six Hommes en question de Frédéric Dard & Robert Hossein, mise en scène Robert Hossein, théâtre Antoine
- 1964-1965: L'Échappée belle de Romain Bouteille et Henri Garcin, théâtre La Bruyère
- 1965 : Pieds nus dans le parc de Neil Simon, mise en scène Pierre Mondy, théâtre de la Madeleine : Harry Pepper, le technicien de la compagnie du téléphone
- 1967-1968 : La Bonne Adresse de Marc Camoletti, mise en scène Christian-Gérard, théâtre de la Potinière
- 1968 : L'Amour propre de Marc Camoletti, mise en scène de l'auteur, théâtre Édouard-VII
- 1969 : La Paille humide d'Albert Husson, mise en scène Michel Roux, théâtre de la Michodière
- 1969 : Le Contrat de Francis Veber, mise en scène Pierre Mondy, théâtre du Gymnase
- 1969 : Cash-Cash d'Alistair Foot et Anthony Marriott, mise scène Michel Vocoret, théâtre Fontaine
- 1970 : La Manière forte de Jacques Deval, mise en scène Pierre Mondy
- 1971 : La main passe de Georges Feydeau, mise en scène Pierre Mondy, théâtre Marigny
- 1972 : La Bonne Adresse de Marc Camoletti, mise en scène Christian-Gérard, théâtre Michel
- 1972 : L'Ouvre-boîte de Félicien Marceau, mise en scène Pierre Franck, théâtre de l'Œuvre
- 1973 : Un yaourt pour deux de Stanley Price, mise en scène Michel Roux, théâtre Gramont
- 1973 : Duos sur canapé de Marc Camoletti, mise en scène de l'auteur, tournée Herbert-Karsenty
- 1975 : Christmas d'Alan Ayckbourn, mise en scène Pierre Mondy, théâtre de la Madeleine
- 1975 : La Libellule de Aldo Nicolaï, mise en scène René Clermont, théâtre des Nouveautés
- 1976 : Boeing Boeing de Marc Camoletti, mise en scène Christian-Gérard, tournée Baret : Robert
- 1980 : On dînera au lit de Marc Camoletti, mise en scène de l'auteur, théâtre Michel
- 1984 : Hourra Papa de Jacques Demarny et Maries-Jo Weldon (livret), musique de Jo Moutet, mise en scène de Dirk Sanders, Bobino
- 1986 : N'écoutez pas, mesdames ! de Sacha Guitry, mise en scène Pierre Mondy, théâtre du Palais-Royal
- 1987-1988 : Drôle de couple de Neil Simon, mise en scène Jean-Luc Moreau, théâtre des Célestins, théâtre Saint-Georges
- 1989 : Duos sur canapé de Marc Camoletti, mise en scène de l'auteur, théâtre Michel
- 1990 : Le Diamant rose de Michael Pertwee, mise en scène Michel Roux, théâtre Daunou
- 1990 : Tiercé gagnant de John Chapman, mise en scène Christopher Renshaw, théâtre de la Michodière
- 1991 : Le Prête-nom de John Chapman et Anthony Marriott, mise en scène Jean-Luc Moreau
- 1992 : L'Amour foot de Robert Lamoureux, mise en scène Francis Joffo, théâtre Antoine
- 1994 : Laisse parler ta mère ! d'Yves Jamiaque, mise en scène Annick Blancheteau, théâtre Saint-Georges
- 1996 et 1999 : Si je peux me permettre de Robert Lamoureux, mise en scène Francis Joffo, théâtre des Nouveautés, théâtre Saint-Georges
- 2000 : L'école de la magouille de Jacques Guarinos, mise en scène Jacqueline Boeuf, théâtre Tête d'Or (Lyon)
- 2001 : Les magouilleurs de Jacques Guarinos, mise en scène Jacqueline Boeuf, tournée Artémis Diffusion (France, Suisse, Belgique)
- 2002-2003 : Le Charlatan de Robert Lamoureux, mise en scène Francis Joffo, théâtre Saint-Georges, théâtre du Palais-Royal
- 2005 : Hold-up de Jean Barbier, mise en scène Jean-Luc Moreau, théâtre des Nouveautés
- 2008 : L'Huître de Didier Caron, mise en scène de l'auteur, théâtre Daunou
- 2009 : Hibernatus de Jean Bernard-Luc, mise en scène Nicolas Norest, tournée
- 2010-2012 : C'est pas le moment ! de Jean-Claude Islert, mise en scène Jean-Luc Moreau, théâtre Saint-Georges, tournée
- 2012-2013 : Occupe-toi d'Amélie de Georges Feydeau, mise en scène Pierre Laville, théâtre de la Michodière
- 2014-2015 : Les Stars de Neil Simon, mise en scène Pierre Laville, tournée puis théâtre Saint-Georges

## Filmographie

### Cinéma

#### Longs métrages
- 1960 : Candide ou l'optimisme du XXe siècle de Norbert Carbonnaux : l'ordonnance
- 1960 : Le Farceur de Philippe de Broca
- 1961 : Tire-au-flanc 62 de Claude de Givray : le caporal Bourrache
- 1961 : La Belle Américaine de Robert Dhéry et Pierre Tchernia : l'inspecteur Balutin
- 1961 : Le Miracle des loups de André Hunebelle : un spadassin
- 1961 : Cartouche de Philippe de Broca : le moine Capuccin
- 1962 : Les Culottes rouges d'Alex Joffé : Phi-Phi, un chanteur de la troupe
- 1962 : Le Voyage à Biarritz de Gilles Grangier : le reporter
- 1963 : Coplan prend des risques de Maurice Labro : Fondane
- 1964 : Les Barbouzes, de Georges Lautner : le douanier (la scène dans laquelle il jouait a été coupée au montage ; son nom est cependant resté inscrit au générique.)
- 1964 : La Bonne Occase de Michel Drach
- 1964 : Quoi de neuf, Pussycat ? (What’s new Pussycat) de Clive Donner : Étienne
- 1965 : Les Copains d'Yves Robert : Lesueur
- 1965 : Un milliard dans un billard de Nicolas Gessner : un agent
- 1966 : Le Roi de cœur de Philippe de Broca : Mac Fish
- 1967 : Johnny Banco d'Yves Allégret
- 1968 : Le Cerveau, de Gérard Oury : l'inspecteur Pochey
- 1968 : Le Diable par la queue de Philippe de Broca : Max, un gangster
- 1968 : Delphine d'Éric Le Hung
- 1968 : Erotissimo de Gérard Pirès : le chauffeur de taxi
- 1969 : Les Patates de Claude Autant-Lara : P'tit Louis
- 1969 : Appelez-moi Mathilde de Pierre Mondy : le brigadier
- 1970 : Le Mur de l'Atlantique, de Marcel Camus : un gendarme
- 1971 : Un cave de Gilles Grangier : Tunel
- 1972 : Les Portes de feu de Claude Bernard-Aubert
- 1972 : Les Joyeux Lurons de Michel Gérard : Fénelon
- 1973 : Le Concierge de Jean Girault
- 1974 : Opération Lady Marlène de Robert Lamoureux : le capitaine Dubois
- 1975 : L'Intrépide de Jean Girault : un contrôleur
- 1977 : Le mille-pattes fait des claquettes de Jean Girault : l'inspecteur adjoint
- 1977 : La Vie parisienne de Christian-Jaque : Urbain
- 1977 : La Grande Cuisine (Who is killing the great chefs of Europe ?) de Ted Kotcheff : Chappemain
- 1979 : Sacrés Gendarmes de Bernard Launois : le brigadier
- 1980 : Une merveilleuse journée de Claude Vital : le galeux
- 1982 : Ça va pas être triste de Pierre Sisser : Pivot
- 1983 : C'est facile et ça peut rapporter... 20 ans de Jean Luret : le commissaire
- 1983 : Flics de choc de Jean-Pierre Desagnat : Gilet, le chauffeur du camion
- 1983 : Mon curé chez les Thaïlandaises de Robert Thomas : Hubert McCormick, consul d'Écosse
- 2011 : Monsieur papa de Kad Merad : le gardien d'immeuble

#### Courts métrages
- 1962 : Un jour à Paris de Serge Korber
- 1991 : Le Pélican de Pierre Ferrière : Jacques
- 1992 : Keskidi ? de Manuel Pouet : le patron
- 2005 : L'Éloge de Thierry Teston

### Télévision

#### Téléfilms
- 1961 : La Reine Margot de René Lucot : Friquet
- 1961 : Mesdemoiselles Armande de René Lucot : Sergent
- 1962 : Le Théâtre de la jeunesse : Gargantua d'après Gargantua de Rabelais, adaptation Yves Jamiaque, réalisation Pierre Badel
- 1963 : Le Dossier Pierre Angelet : l'homme au béret
- 1964 : 1re Chaîne : Gaspard
- 1964 : Le Commandant Watrin de Jacques Rutman d'après Armand Lanoux
- 1964 : Le Théâtre de la jeunesse : Le Magasin d'antiquités d'après Le Magasin d'antiquités de Charles Dickens, réalisation René Lucot : Short
- 1964 : Le Théâtre de la jeunesse : Méliès, magicien de Montreuil-sous-Bois de Claude Veillot, réalisation Jean-Christophe Averty : un forain
- 1965 : Le Théâtre de la jeunesse : Ésope d'Yves Jamiaque, réalisation Éric Le Hung
- 1967 : Deslouettes père et fils d'Arlen Papazian et Claude Robrini
- 1972 : Les Six Hommes en question d'Abder Isker
- 1977 : Le Loup blanc de Jean-Pierre Decourt
- 1978 : Histoire du chevalier Des Grieux et de Manon Lescaut de Jean Delannoy : Lescaut

#### Séries télévisées
- 1959 : La caméra explore le temps : La Citoyenne Villirouët de Guy Lessertisseur : un gendarme
- 1963 : Janique Aimée de Jean-Pierre Desagnat : Richard
- 1963 : Commandant X de Jacques Antériou et Guillaume Hanoteau
- 1965 : Gaspard des montagnes de Jean-Pierre Decourt : Plampougnis
- 1966 : La Fille du Régent de Jean-Pierre Decourt : Tapin
- 1967 : Les Sept de l'escalier 15 (feuilleton télévisé)
- 1967 : Jean de la Tour Miracle de Jean-Paul Carrère : Pierrot
- 1967 : Lagardère de Jean-Pierre Decourt : Staupitz
- 1967 : Le Chevalier Tempête de Yannick Andréi : Guillot
- 1967 : La Bicyclette de Monsieur Arnal de Boris Marois : Mathieu
- 1967 : Les Sept de l'escalier quinze B de Georges Régnier : Lamenoise
- 1970 : Les Saintes Chéries de Jean Becker, épisode : Ève et son premier client
- 1971 : Arsène Lupin, épisode L'Agence Barnett de Jean-Pierre Decourt : Béchoux
- 1972 : Les Évasions célèbres, épisode L'Esclave gaulois : Albérix
- 1974 : La Juive du Château-Trompette
- 1977 : Les Cinq Dernières Minutes : Nadine de Philippe Joulia : Norbert Gladieux
- 1980 : Les Visiteurs feuilleton de Michel Wyn : Bob
- 1981 : Le Mythomane (série) de Michel Wyn : Fernand
- 1984 : L'Amour en héritage (Mistral's Daughter) de Douglas Hickox / Kevin Connor, (feuilleton TV)
- 1986-1987 : Maguy, épisodes Papy fait de la résidence et Des plaies et des noces : Pancrace Marecchi
- 1988 : La Valise en carton de Michel Wyn
- 1988 : Hemingway de Bernhard Sinkel
- 1988 : Tel père, tel fils
- 1992 : Aldo tous risques (un épisode)
- 1995 : Les Cinq Dernières Minutes : Un mort sur les pavés de Jean-Marc Seban : Maurice Dhanens
- 2006 : Fête de famille de Lorenzo Gabriele

#### Au théâtre ce soir
- 1968 : La Duchesse d'Algues de Peter Blackmore, mise en scène Robert Manuel, réalisation Pierre Sabbagh, théâtre Marigny
- 1968 : Les Compagnons de la Marjolaine de Marcel Achard, mise en scène Robert Manuel, réalisation Pierre Sabbagh, théâtre Marigny
- 1968 : Les Hussards de Pierre-Aristide Bréal, mise en scène Jacques Fabbri, réalisation Pierre Sabbagh, théâtre Marigny
- 1969 : Liberté provisoire de Michel Duran, mise en scène Robert Manuel, réalisation Pierre Sabbagh, théâtre Marigny
- 1969 : Une femme ravie de Louis Verneuil, mise en scène Robert Manuel, réalisation Pierre Sabbagh, théâtre Marigny
- 1970 : La Manière forte de Jacques Deval, mise en scène Pierre Mondy, réalisation Pierre Sabbagh, théâtre Marigny
- 1971 : Cash-Cash d'Alistair Foot et Anthony Marriott, mise en scène Michel Vocoret, réalisation Pierre Sabbagh, théâtre Marigny
- 1971 : Une histoire de brigands de Jacques Deval, mise en scène Jacques Mauclair, réalisation Pierre Sabbagh, théâtre Marigny
- 1971 : Arsenic et Vieilles Dentelles de Joseph Kesselring, réalisation Pierre Sabbagh, théâtre Marigny
- 1972 : La main passe de Georges Feydeau, mise en scène Pierre Mondy, réalisation Pierre Sabbagh, théâtre Marigny
- 1972 : Ferraille à vendre de Garson Kanin, mise en scène Pierre Mondy, réalisation Pierre Sabbagh, théâtre Marigny
- 1973 : La Venus de Milo de Jacques Deval, mise en scène Alfred Pasquali, réalisation Georges Folgoas, Théâtre Marigny : Milo
- 1973 : La Tête des autres de Marcel Aymé, mise en scène Raymond Rouleau, réalisation Georges Folgoas, théâtre Marigny
- 1976 : La Sainte Famille d'André Roussin, mise en scène Georges Vitaly, réalisation Pierre Sabbagh, théâtre Édouard-VII
- 1976 : La Bagatelle de Marcel Achard, mise en scène Jean Meyer, réalisation Pierre Sabbagh, théâtre Édouard-VII
- 1977 : La Libellule d'Aldo Nicolaj, mise en scène René Clermont, réalisation Pierre Sabbagh, théâtre Marigny
- 1977 : Le Diable à quatre de Louis Ducreux, mise en scène Max Fournel, réalisation Pierre Sabbagh, théâtre Marigny
- 1979 : Une nuit chez vous madame de Jean de Létraz, mise en scène Jacques Valois, réalisation Pierre Sabbagh, théâtre Marigny
- 1980 : Hold up de Jean Stuart, mise en scène Michel Vocoret, réalisation Pierre Sabbagh au théâtre Marigny
- 1982 : Un dîner intime d'Yves Chatelain, mise en scène Robert Manuel, réalisation Pierre Sabbagh, théâtre Marigny

## Doublage
Les dates inscrites en italique correspondent aux sorties initiales des films dont Jacques Balutin a assuré un redoublage ou un doublage tardif.

### Cinéma

#### Films
- Elliott Gould dans :
  - Bob et Carole et Ted et Alice (1969) : Ted Henderson
  - Campus (1970) : Harry Bailey
  - Les 'S' Pions (1974) : Griff
  - Un pont trop loin (1977) : le colonel Robert Stout
  - Capricorn One (1977) : Robert Caulfield
  - L'Argent de la banque (1978) : Miles Cullen
  - Bons baisers d'Athènes (1979) : Charlie
  - Les Muppets, le film (1979) : le présentateur du concours de beauté
  - Max et le Diable (1981) : Max Devlin
  - La Machination (1984) : Angeli
  - Allo, je craque (1988) : Rodney
  - Bugsy (1991) : Harry Greenberg
  - La Loi du désert (1992) : Ray Merchanston
  - City of Crime (1997) : Harvey
- Salvatore Borgese dans :
  - Coup de gong à Hong Kong (1967) : Jojo
  - L'Ombre d'un tueur (1976) : Vincent
  - Échec au gang (1978) : Milo Dragovic dit « L'Albanais »
  - Un drôle de flic (1980) : Paradis
- Adriano Celentano dans :
  - Serafino ou l'Amour aux champs (1968) : Serafino
  - Bluff (1976) : Félix
  - Le Vieux Garçon (1980) : Elia
- Jim Varney dans :
  - Le père Noël est en prison (1982) : Ernest P. Worrell
  - Ernest et les joyeuses colonies (1987) : Ernest P. Worrell
  - Ernest à la chasse aux monstres (1991) : Ernest P. Worrell
- Herb Edelman dans :
  - Pieds nus dans le parc (1967) : Harry Pepper
  - Drôle de couple (1968) : Murray
- Warren Oates dans :
  - La Balade sauvage (1973) : le père de Holly
  - Le Voleur qui vient dîner (1973) : Dave Reilly
- Paul Benedict dans :
  - Spéciale Première (1974) : Plunkett
  - Mandingo (1975) : Brownlee
- Randy Quaid dans :
  - L'Évadé (1975) : Hawk Hawkins
  - Bonjour les vacances... (1983) : Cousin Eddie

- 1942 : Casablanca : Sascha (Leonid Kinskey)
- 1946[a] : Jusqu'à la fin des temps : Sergent Gunny Watrous (William Gargan)
- 1957[b] : Les Sentiers de la gloire : le soldat Ferol (Timothy Carey)
- 1962 : Compagnon d'aventure : Norman Tokar (Rolland Bédard)
- 1963 : Solo pour une blonde : Mike Hammer (Mickey Spillane)
- 1964 : Pour une poignée de dollars : Esteban Rojo (Sieghardt Rupp)
- 1964 : Deux copines, un séducteur : le serveur du restaurant[Qui ?]
- 1964 : Le voleur de Damas : le cavalier romain qui se fait voler sa bourse au début du film[Qui ?]
- 1965 : La Plus Grande Histoire jamais contée : L'apôtre Thomas (Tom Reese)
- 1965 : Le Fils d'un Hors-la-loi : Fuentes (Andy Anza)
- 1965 : Le Jeune Cassidy : Mick Mullen (Philip O'Flynn)
- 1965 : Les Tueurs de San Francisco : Cleveland 'Cleve' Shoenstein (Tony Musante)
- 1965 : Le Cher Disparu : Dusty Acres (Robert Easton)
- 1966 : Trois Cavaliers pour Fort Yuma : Yuko (Benito Stefanelli)
- 1966 : Hawaï : Mason (Michael Constantine) et Collins (John Harding)
- 1967 : Les Douze Salopards : Vernon L. Pinkley (Donald Sutherland)
- 1967 : Les Monstres de l'espace : le capitaine Potter (Bryan Marshall)
- 1967 : Comment réussir en amour sans se fatiguer : Sam Ligonberry (Mort Sahl)
- 1967 : La Gloire des canailles : le capitaine O'Connor (John Ireland)
- 1967 : Le Crédo de la violence : Gangrene (Jeff Cooper)
- 1967 : Le Pistolero de la rivière rouge : Harry Bell (Robert Sorrels)
- 1967 : Le Défi de Robin des Bois : Will Scarlett (Douglas Mitchell)
- 1968 : Sel, Poivre et Dynamite : Charles Salt (Sammy Davis, Jr.)
- 1968 : Le Grand Frisson : Harry (Dick Sargent)
- 1968 : La Bande à César : le capitaine Giglio (Victor Spinetti)
- 1968 : Funny Girl : Eddie Ryan (Lee Allen)
- 1968 : Attaque sur le mur de l'Atlantique : Helmsman (John Golightly)
- 1968 : Le Salaire de la haine : José (Paolo Magalotti)
- 1969 : Frissons garantis : Ace Williams (Jack Elam)
- 1969 : Un homme nommé cheval : Elliot Silverstein (William Jordan)
- 1970 : La Seconde Mort d'Harold Pelham : Dr Harris (Freddie Jones)
- 1970 : L'Ange et le Démon : le constable accompagnant le sergent de police (Derek Steen)
- 1970 : Tick... Tick... Tick et la violence explosa : Bengy Springer (Don Stroud)
- 1970 : Cinq pièces faciles : Elton (Billy Green Bush (en))
- 1971 : La Grosse Combine : Libero Sbardellone (Enrico Montesano)
- 1971 : L'Affrontement : Bonelli (Josh Mostel)
- 1971 : La Grande Chevauchée de Robin des Bois : Petit Jean (Giovanni Pazzafini)
- 1971 : Le Cinquième Commando : Ed Brown (Greg Mullavey)
- 1971 : Le Décaméron : un pèlerin marchant à la campagne[Qui ?]
- 1972 : Et maintenant, on l'appelle El Magnifico : Macaque Smith (Dominic Barto)
- 1972 : Charlie et la Chocolaterie : M. Turkentine (David Battley) (1er doublage)
- 1972 : Juge et Hors-la-loi : Big Bart Jackson (Jim Burk)
- 1972 : Frenzy : Johnny Porter (Clive Swift)
- 1972 : La Horde des salopards : Ted Wendel (Ugo Fangareggi)
- 1972 : Les Griffes du lion : le boucher (Colin Blakely)
- 1972 : Abattoir 5 : Lionel Merble (Sorrell Booke)
- 1972 : Ne vous retournez pas : le gérant de l'hôtel (Leopoldo Trieste)
- 1973 : L'Homme des hautes plaines : Le maire Jason Hobart (Stefan Gierasch)
- 1974 : Le Nouvel Amour de Coccinelle (Herbie Rides Again) de Robert Stevenson : Le juge du tournoi (Huntz Hall)
- 1974 : Le shérif est en prison : Lyle (Burton Gilliam)
- 1974 : Scènes de la vie conjugale : la voix off de Stefan, le photographe de presse (Ingmar Bergman)
- 1974 : Plein la gueule : un prisonnier[Qui ?]
- 1974 : Les Mains dans les poches : Eddie (Joe Stern)
- 1974 : Gatsby le Magnifique : Comic (Sammy Smith)
- 1974 : Un homme voit rouge : Le colonel Donner (Kaare Kroppan)
- 1974 : Le Blanc, le Jaune et le Noir : Albino (Dan van Husen)
- 1974 : Tant qu'il y a de la guerre, il y a de l'espoir : Forquet (Enrico Marciani) + voix secondaires
- 1975 : Les Trois Jours du Condor : Jimmy (Frank Savino)
- 1975 : La Chevauchée terrible : Cloyd (Charles McGregor)
- 1975 : Une bible et un fusil Luke : (Paul Koslo)
- 1975 : Trinita, connais pas : Paul (Riccardo Petrazzi)
- 1975 : Un coup de deux milliards de dollars : Avram (Arie Moscona)
- 1975 : Le Froussard héroïque : l'agent de Police (Bob Hoskins)
- 1976 : Pour pâques ou à la trinita : un complice de Morgan[Qui ?]
- 1977 : Annie Hall : le moustachu à la coke (John Doumanian)
- 1977 : Portrait de groupe avec dame : Boldig (Rüdiger Vogler)
- 1977 : Une poignée de salopards : Fred Canfield (Fred Williamson)
- 1977 : Bande de flics : Sartino (Chuck Sacci)
- 1978 : La Grande Bataille : le général Charlie Whitmore (Guy Doleman) et un colonel en compagnie de Patton (Tom Felleghy)
- 1978 : Le Chat qui vient de l'espace : Dr Norman Link (McLean Stevenson)
- 1978 : La Cage aux folles : un assistant du night-club éponyme de Renato Baldi (Angelo Pellegrino)
- 1979 : Manhattan : le producteur TV (Kenny Vance (en))
- 1979 : Le Shérif et les Extra-terrestres : le cheval[Qui ?]
- 1980 : Popeye : Popeye (Robin Williams)
- 1980 : Stardust Memories : Jerry Abraham (Bob Maroff)
- 1980 : La Cage aux poules : le député Fred (Jim Nabors)
- 1981 : New York 1997 : Brain (Harry Dean Stanton)
- 1981 : Hurlements : Le libraire (Dick Miller)
- 1982 : Mad Max 2 : le pilote de l'autogire (Bruce Spence)
- 1982 : Firefox, l'arme absolue : Pavel Upenskoy (Warren Clarke)
- 1984 : Il était une fois en Amérique : Le chef de police Vincent Aiello (Danny Aiello) (1er doublage)
- 1985 : Mort sur le grill : Arthur Coddish (Brion James)
- 1986 : House : Harold Gorton (George Wendt)
- 1992 : Les Pilleurs : Bradlee (Art Evans)
- 2004 : Starsky et Hutch : un des vendeurs de la nouvelle Gran Torino (Paul Michael Glaser)

#### Films d'animation
- 1941[c] : Dumbo : Jim, le chef des corbeaux
- 1951[d] : Alice au pays des merveilles : Tweedle Dum
- 1963 : Merlin l'Enchanteur : Kay
- 1965 : Sur la piste de l'Ouest sauvage : le croque-mort barbu
- 1967 : Le Livre de la jungle : Dizzy, un des vautours
- 1968 : Astérix et Cléopâtre : Tournevis (voix originale)
- 1968 : Tintin et le Temple du Soleil : Le lecteur bègue (voix originale)
- 1971 : Lucky Luke : William Dalton (voix originale)
- 1972 : Tintin et le Lac aux requins : Le gardien du musée océanographique (voix originale)
- 1976 : La Flûte à six schtroumpfs : Le buveur (voix originale)
- 1978 : Les Seigneur des anneaux : Bilbon Sacquet (Norman Bird)
- 1978 : La Ballade des Dalton : William Dalton (voix originale)
- 1982 : Brisby et le Secret de NIMH : Jeremy
- 1983 : Les Dalton en cavale : William Dalton (voix originale)
- 1989 : Le Triomphe de Babar : Zéphir
- 1992 : Tom et Jerry, le film : Capitaine Kiddie
- 1995 : Toy Story : Zig-Zag
- 1998 : La Légende de Brisby : Jeremy
- 1999 : Toy Story 2 : Zig-Zag
- 2002 : Tristan et Iseut : Puck
- 2010 : Toy Story 3 : Zig-Zag

### Télévision

#### Téléfilms
- Paul Michael Glaser dans :
  - Princesse Daisy (1983) : North
  - Attirance fatale : Qui a tué Anne-Marie F. ? (2001) : Frank Gugliatta
- 1980 : Le Petit Lord Fauntleroy : Hobbs (Colin Blakely)
- 1985 : Graine de canaille : « Big Irv » Klopper (Robert Klein)

#### Séries télévisées
- Paul Michael Glaser dans :
  - Starsky et Hutch (1975-1979) : David Starsky (92Ep.)
  - The Closer : L.A. enquêtes prioritaires (2008) : Davis Mayhan (S04-E02)
  - Mentalist (2009) : Walter Crew (S02-E02)
- George Wyner dans :
  -  Notre belle famille  (1992) : Mel (S01-E21)
- 1976-1977 : Holmes et Yoyo : Gregory Yoyonovich (John Schuck) (13Ep.)
- 1977 : Jésus de Nazareth : Lucius (Simon MacCorkindale)

#### Séries d'animation
- 1968-1969 : Les Fous du volant : Rufus la rondelle
- 1978-1979 : Albator, le corsaire de l'espace : Alfred
- 1982-1983 : Albator 84 : Alfred / le père de Lydia (1re voix)
- 1983-1984 : Lucky Luke : William Dalton / voix additionnelles
- 1987-1989 : Soulierville (en) : Toutes les voix
- 1988-1989 : Cubitus : Sémaphore
- 1990-1991 : Samouraï Pizza Cats : Ducrochu

### Jeux vidéo
- 1999 : Toy Story 2 : Buzz l'Éclair à la rescousse ! : Zig-Zag
- 2010 : Toy Story 3 : Zig-Zag
- 2013 : Disney Infinity : Zig-Zag

## Discographie
- Loulou Nenette, en duo avec Daniel Prévost - Carrère, 1989
- V'la Cubitus - Carrère / TF1, 1989
- Cubitus - Carrère / TF1, 1990